# Teinobasis tenuis
Teinobasis tenuis là một loài chuồn chuồn kim trong họ Coenagrionidae.
Teinobasis tenuis is in 1897 voor het eerst wetenschappelijk beschreven bởi Martin.